# Foros da Catrapona
Foros da Catrapona é uma região do concelho do Seixal e abrange a freguesia de Fernão Ferro e a antiga freguesia de Aldeia de Paio Pires. Desde a construção da Siderurgia Nacional em Paio Pires na antiga herdade da Catrapona houve um aumento demográfico e consequente transição de meio rural para urbano.  
Pensa-se que a origem do nome Foros está relacionada com a divisão da herdade da Amora em talhões para aforar por várias famílias como sucedeu com a Herdade de Arrão em Foros de Arrão. Quanto ao nome Catrapona pode ter origem no antigo nome do Rio Coina que limitava a propriedade. 